# J. J. Barea
José Juan "J.J." Barea Mora (Mayagüez, 26 de junho de 1984) é um ex-jogador e treinador porto-riquenho de basquete profissional.
Ele jogou basquete universitário na Northeastern University antes de ingressar no Dallas Mavericks em 2006 e se tornar apenas o sétimo porto-riquenho a jogar na NBA. Ele venceu um título da NBA com o Mavericks em 2011 antes de assinar com o Minnesota Timberwolves, onde jogou pelas três temporadas seguintes. Ele também jogou na D-League e no Baloncesto Superior Nacional.
Barea fez parte da seleção porto-riquenha que conquistou a medalha de ouro nos Jogos Centro-Americanos e do Caribe de 2006 e 2010. Ele foi o armador titular de Porto Rico quando conquistou a medalha de ouro nos Jogos Pan-americanos de 2011 e a medalha de prata nos Jogos Pan-americanos de 2007.

## Primeiros anos
Barea nasceu no município de Mayagüez, na costa oeste de Porto Rico, em 1984. Com um pai rapper e uma mãe professora aposentada, além de treinadora de vôlei e tênis, ele cresceu em um bairro de classe média alta de Mayagüez. Barea foi membro do Boy Scouts of America Troop 790 por sete anos. Graduado na Escola Secundária Academia de la Imaculada Concepción.
Em 2001, Barea começou a jogar basquete pelo Indios de Mayagüez do Baloncesto Superior Nacional (BSN). Naquele mesmo ano, ele se mudou para a Flórida para cursar o ensino médio na Miami Christian School em Miami. Em sua última temporada, ele teve médias de 20 pontos, 6 rebotes, 8 assistências e 3 roubos de bola para ajudar seu time a conquistar o título estadual e um recorde de 38-2. Ele fez seu nome nacionalmente no evento City of Palms em dezembro de 2001, onde foi o artilheiro do time e apresentou um arremesso preciso de três pontos. Em abril de 2002, ele se matriculou na Northeastern University.
Depois de frequentar a universidade, Barea voltaria a Porto Rico para se juntar ao Indios de Mayagüez para a temporada de 2002 da BSN; lá, ele teve média de 2,8 pontos em 14 jogos.

## Carreira universitária
Como um calouro jogando pelo Northeastern em 2002-03, Barea foi selecionado para a Terceira-Equipe e para a Equipe de Novatos da America East Conference (AEC) após ter médias de 17 pontos, 3 rebotes, 3,9 assistências e 1,9 roubos de bola em 28 jogos. Ele se tornou o primeiro calouro na história da universidade a registrar 400 pontos e 100 assistências em uma temporada e acumulou o recorde do time de 25 jogos com pontuação de dois dígitos.
Em seu segundo ano, Barea foi selecionado para a Primeira-Equipe da America East Conference depois de terminar em segundo lugar na conferência em pontuação (20,7) e assistências (5,8) e se tornando o primeiro jogador da universidade desde Reggie Lewis em 1986-87 a atingir uma média pelo menos 20 pontos por jogo.
Em sua terceira temporada, Barea ficou em segundo lugar na conferência e em oitavo no país em pontuação (22,2); ele também liderou a conferência e foi o quinto no país em assistências (7,3). Mais tarde, ele foi selecionado para a Primeira-Equipe da AEC pelo segundo ano consecutivo. Além disso, ele empatou o recorde universitário com 41 pontos, o recorde de sua carreira, contra Stony Brook. Ele também foi nomeado finalista do ilustre Prêmio Bob Cousy.
Em sua última temporada, Barea foi nomeado o Jogador do Ano na Colonial Athletic Association (CAA). Ele terminou em terceiro no país em assistências (8,4) e terminou em 19º no país em pontuação (21,0). Barea foi mais uma vez nomeado finalista do Prêmio Bob Cousy. Ele terminou sua carreira universitária como o segundo maior artilheiro de todos os tempos da universidade com 2.209 pontos, o segundo de todos os tempos em assistências com 721 e o líder em cestas de três pontos com 255.

### Pós-universitário
Em abril de 2006, Barea teve um desempenho produtivo no Portsmouth Invitational Tournament na Virgínia, terminando com médias de 14,0 pontos, 13,7 assistências e 5,7 rebotes em três jogo. Barea quebrou os recordes de assistência em um único jogo e em um único torneio ao dar 18 assistências na vitória por 118–100 sobre o Norfolk Sports Club, dando a ele 41 assistências em três jogos. Por seus esforços, Barea recebeu o primeiro Prêmio Allen Iverson, concedido ao jogador considerado mais importante para sua equipe.

## Carreira profissional

### Cangrejeros de Santurce (2006)
Após o Portsmouth Invitational Tournament, Barea voltou a Porto Rico para se juntar ao Cangrejeros de Santurce na temporada de 2006 do BSN, onde teve médias de 10,4 pontos, 2,7 assistências e 2,8 rebotes em 9 jogos.

### Dallas Mavericks (2006–2011)

#### 2006–09: Primeiros anos
Depois de não ter sido selecionado no Draft da NBA de 2006, Barea se juntou ao Golden State Warriors para a Summer League de 2006, onde em cinco jogos, ele teve médias de 6,8 pontos, 1,8 rebotes, 2,8 assistências e 2 roubos de bola em 21,4 minutos. Ele então se juntou ao Dallas Mavericks para o Rocky Mountain Revue, onde em três jogos teve médias de 12,0 pontos, 1,7 rebotes e 6,7 assistências em 25,0 minutos.
Em 17 de agosto de 2006, Barea assinou um contrato de 2 anos e US$1.1 milhões com os Mavericks. Em 4 de novembro de 2006, ele fez sua estreia na temporada regular pela franquia, marcando dois pontos em dois minutos e meio de ação durante uma derrota por 76-107 para o Houston Rockets.
Em 17 de janeiro de 2007, Barea foi designado para o Fort Worth Flyers da D-League. Em 29 de janeiro, ele foi nomeado o Jogador da Semana da D-League depois de marcar 40 pontos em dois jogos diferentes, levando os Flyers a um recorde de 3-1. Em 1º de fevereiro de 2007, ele foi chamado de volta pelo Mavericks depois de ter médias de 27,3 pontos, 5,0 rebotes, 7,8 assistências e 1,3 roubos de bola em oito jogos da D-League.
Em 13 de abril de 2007, Barea registrou 16 pontos, o recorde da temporada, em uma derrota por 89-104 para o Utah Jazz. Quatro dias depois, ele foi titular em seu primeiro jogo na carreira pelos Mavericks e registrou 13 pontos, 10 rebotes e 3 assistências durante uma derrota por 82-111 para o Golden State Warriors. Barea terminou sua temporada de estreia com médias de 2,4 pontos, 0,5 rebotes, 0,8 assistências e 0,7 roubos de bola em 33 jogos da temporada regular. Ele também jogou duas partidas dos playoffs.
Em julho de 2007, Barea voltou ao Dallas Mavericks para a Summer League de Las Vegas de 2007, onde em cinco jogos teve médias de 16,0 pontos, 2,5 rebotes e 7,0 assistências em 27,6 minutos.
Em 3 de novembro de 2007, ele registrou 25 pontos, o recorde de sua carreira, na vitória por 123–102 sobre o Sacramento Kings. Na temporada de 2007–08, ele jogou em 44 jogos da temporada regular e teve médias de 4,3 pontos, 1,1 rebotes e 1,3 assistências em 10,5 minutos. Ele também jogou um jogo de playoffs, onde contribuiu com oito pontos contra o New Orleans Hornets.
Em 9 de julho de 2008, Barea assinou um contrato de 3 anos e US$5 milhões com os Mavericks. Na temporada de 2008-09, o papel de Barea na equipe aumentou dramaticamente. As lesões de Jerry Stackhouse, Josh Howard e Jason Terry fizeram com que os minutos de Barea dobrassem, já que o técnico Rick Carlisle começou a usar regularmente uma escalação de três armadores que incluía Jason Kidd, Terry e Barea para iniciar uma seqüência ofensiva nos jogos. Em 20 de fevereiro de 2009, Barea marcou 26 pontos, o recorde de sua carreira, durante uma derrota por 86-93 para o Houston Rockets.
Nos playoffs de 2009, Barea se tornou titular durante a primeira rodada, substituindo Antoine Wright em um esforço para conter Tony Parker do San Antonio Spurs. Ele registrou 13 pontos e 7 assistências em seu primeiro jogo como titular nos playoffs.

#### 2009–11: Título

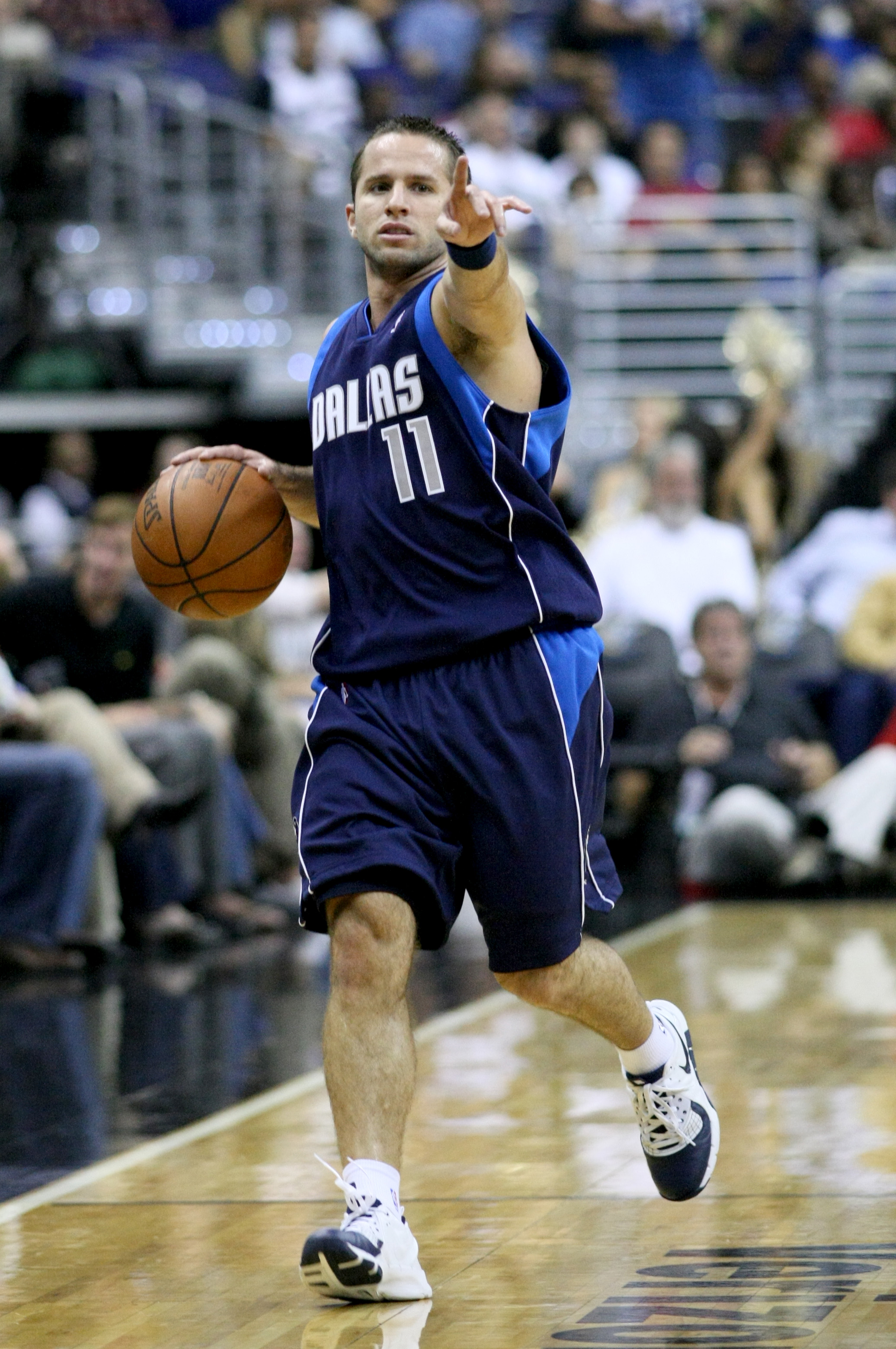
Barea jogando pelo Dallas

Na temporada de 2009-10, Barea novamente desempenhou um papel importante sendo reserva do Mavericks. Em 78 jogos, ele teve médias de 7,6 pontos, 1,9 rebotes e 3,3 assistências em 19,8 minutos. Ele marcou 23 pontos, o recorde da temporada, duas vezes durante a temporada e jogou em todos os seis jogos dos playoffs do Mavericks, onde mais uma vez caiu para o San Antonio Spurs na primeira rodada.
Em junho de 2010, o Mavericks exerceu sua opção de renovação por $ 1,8 milhão no contrato de Barea.
Na temporada de 2010-11, Barea jogou 81 jogos na temporada regular, o recorde de sua carreira, com médias de 9,5 pontos, 2,0 rebotes e 3,9 assistências em 20,6 minutos. Em 1º de janeiro de 2011, ele marcou 29 pontos, o recorde de sua carreira, na derrota por 87-99 para o Milwaukee Bucks.
Na segunda rodada dos playoffs de 2011, os Mavericks enfrentaram o atual campeão, o Los Angeles Lakers. Durante o segundo jogo da série, Barea converteu 12 pontos como reserva para liderar uma recuperação no quarto período que garantiu a vitória por 93-81 para Dallas. Após o jogo, Phil Jackson, treinador dos Lakers, comparando-o ao armador Chris Paul, enquanto Kobe Bryant registrou que "Barea chutou nosso traseiro".
Os Mavericks venceram o jogo final da série para ultrapassar os Lakers. Barea foi o segundo maior artilheiro de sua equipe, somando 22 pontos e 8 assistências. Em um ponto do quarto período, Barea estava no ar prestes a terminar uma bandeja quando o pivô dos Lakers, Andrew Bynum, deu-lhe uma cotovelada; a falta flagrante fez com que Barea caísse com força e Bynum fosse imediatamente expulso. Barea se recuperou e jogou até o fim. Inicialmente, Bynum não se desculpou com o incidente, dizendo: "Estávamos ficando envergonhados. Eles estavam nos derrubando. Então, acabei de fazer uma falta em alguém." Mais tarde, ele emitiu um pedido formal de desculpas à liga e ao Barea. A NBA suspendeu Bynum pelos primeiros cinco jogos na próxima temporada em consequência, mas depois encurtou a suspensão para quatro jogos devido à temporada encurtada.
Os Mavericks avançaram para as finais da NBA, onde enfrentaram o Miami Heat liderado pelo trio de Dwyane Wade, Chris Bosh e Lebron James. O técnico Rick Carlisle decidiu que Barea seria o titular quando eles estavam perdendo por 1–2 na série. Barea se tornou um jogador importante, sendo fundamental para mudar a dinâmica de toda a série e vencer os próximos três jogos. Os Mavericks derrotaram o Heat por 4-2 e assim conquistaram o seu primeiro título da NBA. Barea se tornou o segundo jogador porto-riquenho a vencer um título da NBA, após Butch Lee em 1980. Barea foi titular em três dos 21 jogos dos playoffs que disputou pelos Mavericks e teve médias de 8,9 pontos, 1,9 rebotes e 3,4 assistências em 18,6 minutos.

### Minnesota Timberwolves (2011–2014)

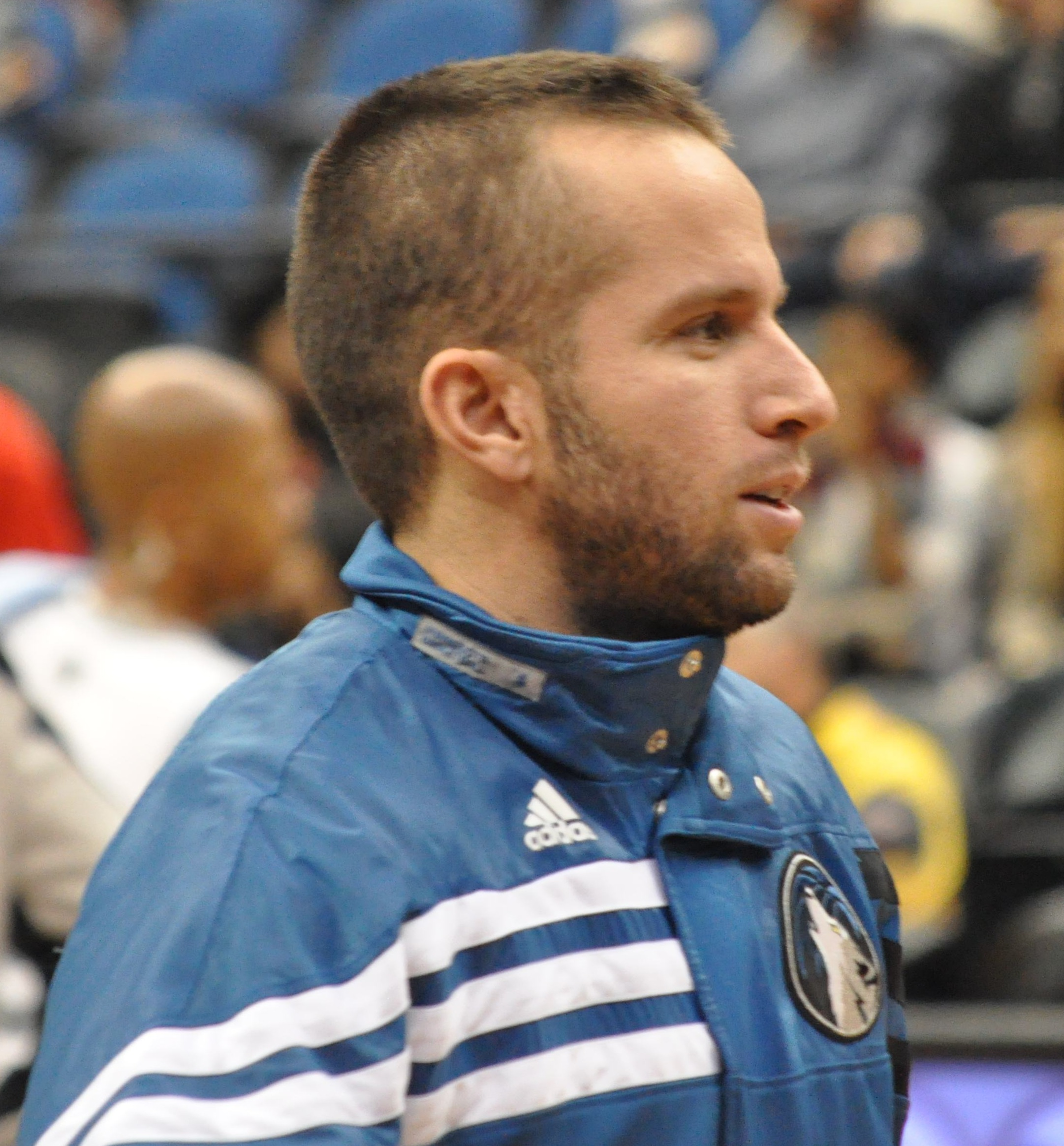
Barea antes de um jogo em 2012

Após negociações fracassadas para renovar seu contrato com os Mavericks, Barea começou a procurar outro lugar, mas, por causa da greve da NBA, ele não conseguiu assinar com outra franquia. Em 14 de dezembro de 2011, após a conclusão da greve, Barea assinou um contrato de 4 anos e US$ 19 milhões com o Minnesota Timberwolves.
Em 26 de dezembro de 2011, Barea fez sua estreia pelo Timberwolves e registrou 14 pontos, 2 assistências e 2 rebotes na derrota por 100-104 para o Oklahoma City Thunder. No entanto, a temporada de Barea foi prejudicada por lesões no tornozelo e na coxa, já que ele conseguiu jogar apenas 41 dos 66 jogos dos Timberwolves na temporada de 2011-12. Em 23 de março de 2012, Barea registrou seu primeiro triplo-duplo na carreira com 25 pontos, 10 rebotes e 14 assistências na derrota por 149-140 para o Oklahoma City Thunder. Nas últimas semanas da temporada, e com as lesões dos titulares Ricky Rubio, Kevin Love e Luke Ridnour, Barea se tornou o armador titular e teve médias de 15,8 pontos e 9,4 assistências nos últimos 9 jogos. Durante esse período, Barea somou 28 pontos, o recorde da temporada, e 15 assistências, o recorde da carreira.
Em 2 de novembro de 2012, Barea começou a temporada com 21 pontos e 5 assistências contra o Sacramento Kings. Porém, em seu quarto jogo, ele torceu o pé esquerdo, o que o fez perder os cinco jogos seguintes. Em dezembro, Barea teve médias de mais de 25 minutos e 12,7 pontos sendo reserva. Ele teve seu melhor jogo da temporada em 12 de abril, quando marcou 23 pontos contra o Utah Jazz. Ele terminou a temporada com médias de 11,3 pontos, 4,0 assistências e 2,8 rebotes em 23,1 minutos.
Na temporada de 2013–14, Barea serviu como armador reserva dos Timberwolves. Ele teve seu melhor jogo ofensivo em 15 de novembro, contra o Denver Nuggets, registrando 21 pontos e 4 assistências. Em janeiro, a estrela dos Timberwolves, Kevin Love, criticou indiretamente os companheiros de equipe Barea e Dante Cunningham por seu comportamento durante os timeouts. Barea terminou a temporada com médias de 8,4 pontos e 3,8 assistências.
Em 27 de outubro de 2014, Barea foi dispensado pelos Timberwolves na esperança de retornar ao Dallas Mavericks.

### Retorno a Dallas (2014–2020)
Em 29 de outubro de 2014, Barea assinou um contrato de 1 ano e US$1.3 milhões com o Dallas Mavericks, retornando à franquia para uma segunda passagem. Em seu primeiro jogo de volta pelo Dallas, Barea foi aplaudido de pé pela multidão do American Airlines Center ao entrar no jogo durante o primeiro quarto. Ele teve 4 pontos, 4 rebotes e 3 assistências na vitória por 120-102 sobre o Utah Jazz. Em 11 de fevereiro de 2015, Barea marcou 22 pontos, o recorde da temporada, na vitória por 87-82 sobre o Jazz.
Em 16 de julho de 2015, Barea assinou novamente com os Mavericks em um contrato de 4 anos e US$ 16 milhões. Em 23 de dezembro de 2015, ele marcou 32 pontos, o recorde de sua carreira, durante uma vitória por 119–118 na prorrogação contra o Brooklyn Nets. Três dias depois, ele fez sete cestas de três pontos, o recorde de sua carreira, e terminou com 26 pontos na vitória por 118-111 sobre o Chicago Bulls. Em 30 de março de 2016, ele marcou 26 pontos, incluindo uma bandeja com 49,9 segundos restantes, enquanto os Mavericks se recuperavam no quarto período para vencer o New York Knicks por 91–89. Após seu desempenho contra os Knicks e em três outras vitórias da equipe naquela semana, Barea foi eleito o Jogador da Semana da Conferência Oeste em 4 de abril. Em 6 de abril, ele ajudou os Mavericks a garantir sua quinta vitória consecutiva ao registrar 27 pontos e 8 assistências durante uma vitória por 88-86 sobre o Houston Rockets. Tendo se tornado a vela de ignição do Mavericks no final da temporada, Barea sofreu uma lesão em 8 de abril, uma distensão na virilha direita que o forçou a deixar a disputa contra o Memphis Grizzlies após apenas oito minutos. A lesão na virilha continuou a incomodá-lo pelo resto da temporada regular e na primeira rodada dos playoffs contra o Oklahoma City Thunder.
Na abertura da temporada dos Mavericks em 26 de outubro de 2016, Barea marcou 22 pontos em uma derrota por 130-121 na prorrogação para o Indiana Pacers. Em 19 de dezembro de 2016, ele voltou à ação depois de perder um mês com uma distensão na panturrilha direita. Ele terminou com 11 pontos em 13 minutos contra o Denver Nuggets. Ele voltou à lista de machucados em janeiro de 2017; então, depois de ficar de fora 20 jogos com uma distensão na panturrilha esquerda, ele voltou as quadras com uma vitória por 105–96 sobre o Brooklyn Nets em 10 de março, durante a qual somou 9 pontos e 3 assistências em 14 minutos de jogo.
Em 24 de fevereiro de 2018, em uma derrota por 97-90 para o Utah Jazz, Barea atingiu seu 500º arremesso de 3 pontos como um jogador dos Mavericks, tornando-se apenas o oitavo jogador na história da franquia a atingir 500 arremessos de 3 pontos. Em 22 de março de 2018, ele teve 23 pontos, o recorde da temporada, durante uma derrota por 119-112 para o Jazz. Esse foi o seu 567º jogo pelos Mavericks e empatou com Mark Aguirre como o oitavo maior na história do time.
Em 11 de janeiro de 2019, Barea sofreu uma ruptura no tendão de Aquiles direito em um jogo contra o Minnesota Timberwolves. Três dias depois, ele passou por uma cirurgia.
Em 19 de agosto de 2019, Barea assinou um contrato de 1 ano e US$2.5 milhões com os Mavericks. Ele disputou 29 jogos naquela temporada com média de 15,5 minutos.
Barea renovou seu contrato por mais um ano em 1º de dezembro de 2020. Nove dias depois, ele foi dispensado.

### Movistar Estudiantes (2021)
Em 23 de janeiro de 2021, Barea assinou com o Movistar Estudiantes da LEB Oro, onde disputou 18 jogos e teve média de 12,6 pontos e 4,7 assistências. Em maio de 2021, ele deixou o Estudiantes.

### Retorno a Cangrejeros de Santurce (2021–2022)
Em 17 de maio de 2021, Barea assinou com o Cangrejeros de Santurce do Baloncesto Superior Nacional. Ele teve médias de 12,4 pontos e 5 assistências em 23 partidas. Em 22 de fevereiro de 2022, Barea renovou seu contrato com a equipe.
Em 20 de julho de 2022, Barea anunciou sua aposentadoria do basquete profissional.

## Carreira na Seleção
Barea começou sua carreira internacional com a Seleção Sub-19 de Porto Rico, participando da Copa do Mundo Sub-19 de 2003, onde empatou em terceiro lugar na votação de MVP do torneio. Sua última participação nas divisões de base foi na Copa do Mundo Sub-21 de 2005, onde terminou em quarto lugar na pontuação com média de 17,6 pontos e liderou a competição em assistências com média de 7,3, enquanto Porto Rico ficou em sétimo.
Em julho de 2006, Barea fez sua estreia pela Seleção Porto-Riquenha nos Jogos Centro-Americanos e do Caribe de 2006, conquistando a medalha de ouro. Na final contra Panamá, Barea fez a cesta decisiva faltando quatorze segundos para dar a Porto Rico a vantagem final. Barea foi eleito o MVP do torneio. Ele foi o principal armador da Seleção Porto-Riquenha que conquistou a medalha de prata nos Jogos Pan-americanos de 2007. Mais tarde naquele ano, ele jogou minutos limitados na Copa América de 2007, onde Porto Rico conquistou a medalha de bronze. No Torneio de Qualificação Olímpica, Barea teve médias de 12,4 pontos, 2,2 assistências e 3,2 rebotes, mas Porto Rico não se classificou para os Jogos Olímpicos de 2008.
Barea continuou como armador reserva no Centrobasket de 2008 e entrou na rodada final liderando o evento em pontos, depois de marcar 31 e 30 contra Panamá e República Dominicana, respectivamente. Nos últimos dois jogos, Barea foi promovido ao time titular. Porto Rico conquistou a medalha de ouro do torneio, ao derrotar as Ilhas Virgens Americanas, e Barea recebeu o prêmio de MVP. Em 2009, os Mavericks se recusaram a permitir que Barea participasse do Copa América de 2009 por medo de que ele pudesse machucar novamente o ombro esquerdo após ter passado recentemente por uma cirurgia. Barea voltou a seleção no Centrobasket de 2010 e eliminou Panamá nas semifinais e a República Dominicana na final para conquistar a medalha de ouro. Ele teve média de 13,8 pontos e liderou o torneio em média de assistências com 7.
Barea ajudou Porto Rico a levar para casa a medalha de prata no Copa América de 2013 e foi nomeado para a equipe de torneios. Ele também fez parte da seleção nacional que disputou a Copa do Mundo de 2014. Embora Porto Rico fosse eliminado na segunda rodada, Barea terminou como o artilheiro do torneio.

## Carreira de treinador
Em 30 de maio de 2017, Barea foi nomeado treinador principal do Indios de Mayagüez da Baloncesto Superior Nacional.
Em 15 de agosto de 2021, Barea foi contratado pelo Dallas Mavericks como treinador de desenvolvimento de jogadores.

## Estatísticas na NBA
| † | Quando foi campeão |

### Temporada regular
| Ano      | Equipe    | PJ  | PT  | MPJ  | AP   | 3P   | LL   | RT  | AS  | BR | TO | PPJ  |
| -------- | --------- | --- | --- | ---- | ---- | ---- | ---- | --- | --- | -- | -- | ---- |
| 2006–07  | Dallas    | 33  | 1   | 5.8  | .359 | .286 | .667 | .8  | .7  | .0 | .0 | 2.4  |
| 2007–08  | Dallas    | 44  | 9   | 10.5 | .418 | .389 | .800 | 1.1 | 1.3 | .3 | .0 | 4.3  |
| 2008–09  | Dallas    | 79  | 15  | 20.3 | .442 | .357 | .753 | 2.2 | 3.4 | .5 | .1 | 7.8  |
| 2009–10  | Dallas    | 78  | 18  | 19.8 | .440 | .357 | .844 | 1.9 | 3.3 | .4 | .1 | 7.6  |
| 2010–11† | Dallas    | 81  | 2   | 20.6 | .439 | .349 | .847 | 2.0 | 3.9 | .4 | .0 | 9.5  |
| 2011–12  | Minnesota | 41  | 11  | 25.2 | .400 | .371 | .776 | 2.8 | 5.7 | .5 | .0 | 11.3 |
| 2012–13  | Minnesota | 74  | 2   | 23.1 | .417 | .346 | .784 | 2.8 | 4.0 | .4 | .0 | 11.3 |
| 2013–14  | Minnesota | 79  | 1   | 18.6 | .387 | .347 | .790 | 1.9 | 3.8 | .3 | .0 | 8.4  |
| 2014–15  | Dallas    | 77  | 10  | 17.7 | .420 | .323 | .809 | 1.7 | 3.4 | .4 | .0 | 7.5  |
| 2015–16  | Dallas    | 74  | 16  | 22.5 | .446 | .385 | .771 | 2.1 | 4.1 | .4 | .0 | 10.9 |
| 2016–17  | Dallas    | 35  | 6   | 22.0 | .414 | .358 | .863 | 2.4 | 5.5 | .4 | .0 | 10.9 |
| 2017–18  | Dallas    | 69  | 10  | 23.2 | .439 | .367 | .784 | 2.9 | 6.3 | .5 | .0 | 11.6 |
| 2018–19  | Dallas    | 38  | 0   | 19.8 | .418 | .297 | .705 | 2.5 | 5.6 | .6 | .0 | 10.9 |
| 2019–20  | Dallas    | 29  | 6   | 15.5 | .411 | .376 | .909 | 1.8 | 3.9 | .2 | .1 | 7.7  |
| Carreira | Carreira  | 831 | 107 | 18.9 | .417 | .350 | .793 | 2.0 | 3.9 | .3 | .0 | 8.7  |

### Playoffs
| Ano      | Equipe   | PJ  | PT | MPJ  | AP   | 3P    | LL    | RT  | AS  | BR | TO | PPJ  |
| -------- | -------- | --- | -- | ---- | ---- | ----- | ----- | --- | --- | -- | -- | ---- |
| 2007     | Dallas   | 2   | 0  | 2.0  | .000 | .000  | .000  | .0  | .0  | .0 | .0 | .0   |
| 2008     | Dallas   | 1   | 0  | 5.0  | .750 | 1.000 | .000  | .0  | 1.0 | .0 | .0 | 8.0  |
| 2009     | Dallas   | 10  | 4  | 22.1 | .437 | .313  | .692  | 2.0 | 3.4 | .3 | .0 | 7.6  |
| 2010     | Dallas   | 6   | 0  | 17.5 | .405 | .400  | .333  | 2.0 | 2.5 | .3 | .2 | 5.8  |
| 2011†    | Dallas   | 21* | 3  | 18.6 | .419 | .320  | .794  | 1.9 | 3.4 | .3 | .0 | 8.9  |
| 2015     | Dallas   | 5   | 2  | 30.8 | .439 | .250  | .833  | 4.8 | 7.4 | .8 | .0 | 11.8 |
| 2016     | Dallas   | 4   | 2  | 25.0 | .324 | .125  | 1.000 | 1.5 | 5.0 | .0 | .0 | 6.3  |
| 2020     | Dallas   | 1   | 0  | 5.0  | .000 | .000  | 1.000 | .0  | .0  | .0 | .0 | 3.0  |
| Carreira | Carreira | 50  | 11 | 15.7 | .346 | .301  | .581  | 1.5 | 2.8 | .2 | .0 | 6.4  |

Fonte:

## Vida pessoal
Embora listado como 1,83 m pela NBA, a mãe de Barea acredita que sua altura real é de cerca de 1,78 m. Em uma história do Wall Street Journal de 2016, Barea disse que, quando anunciado como tendo 1,80 m nas apresentações dos jogadores antes do jogo, às vezes tinha que se conter para não rir "porque eu e cerca de 20.000 outras pessoas na arena sabíamos que era mentira".
Em março de 2011, Barea confirmou que estava em um relacionamento com a Miss Universo de 2006, Zuleyka Rivera. Em julho de 2011, eles confirmaram que estavam esperando o primeiro filho. Rivera deu à luz seu filho, Sebastián José Barea Rivera, em 17 de fevereiro de 2012. Barea esteve presente durante o parto. O casal mais tarde se separou em abril de 2013.
No verão de 2013, Barea começou a namorar a atriz e Miss Porto Rico de 2011, Viviana Ortiz. Em fevereiro de 2016, eles confirmaram que estavam esperando o primeiro filho. A filha deles, Paulina Barea Ortiz, nasceu em 31 de março de 2016. Barea e Ortiz se casaram em 20 de agosto de 2016, em uma luxuosa cerimônia na igreja da Universidad del Sagrado Corazón em San Juan, Porto Rico.
Cinco dias após a chegada do furacão Maria, Barea falou com seus pais no telefone de um amigo da família para informá-los que o proprietário do Dallas Mavericks, Mark Cuban, emprestou-lhe o avião da equipe para voar para Porto Rico no dia seguinte com comida, água e suprimentos. O avião da equipe fez a viagem cinco vezes, entregando um total de mais de 100.000 libras de comida, água, geradores de energia e outros suprimentos. Barea fez a viagem uma vez enquanto sua esposa fazia as outras quatro viagens e se concentrava em tempo integral nos esforços de socorro. Os esforços de Barea em ajudar Porto Rico lhe renderam o Prêmio de Cidadania da NBA e o Prêmio Mannie Jackson do Hall da Fama em reconhecimento ao espírito humano.

Barea retorna à sua cidade natal, Mayagüez, apenas algumas vezes por ano, e geralmente para primeiro no Barrio Paris, uma parte mais pobre da cidade onde seu pai costumava dirigir diariamente para pegar seus companheiros de equipe. Antes do furacão, sua fundação se concentrava na reforma de quadras de basquete em áreas pobres. Ele realiza várias clínicas de basquete a cada verão em toda a ilha e geralmente doa uniformes e equipamentos para as ligas juvenis dirigidas por Tommy Zapata, que treinou Barea desde quando ele tinha 3 anos.